# Herman Salling
Herman Christian Salling (20. november 1919 i Aarhus – 8. maj 2006 smst) var en dansk købmand og direktør.
Faderen, Ferdinand Salling, havde i 1906 grundlagt en manufakturhandel, som han udviklede til Salling Stormagasin.
Herman Salling arvede i 1953 faderens købmandsbutik i Søndergade, Strøget i Aarhus, og etablerede med udgangspunkt heri Jysk Supermarked i 1960 og åbnede samme år det første føtex-supermarked.
I 1964 åbnede så stormagasinet Salling i Aalborg.
For at ekspandere indledte Herman Salling i 1964 et samarbejde med skibsreder A.P. Møller i dennes allersidste leveår, hvilket resulterede i, at der blev økonomisk råderum til at fortsætte udviklingen indenfor dagligvarehandel. Aftalen indebar, at Mærsk var passiv kapitalpartner, mens Salling alene stod for ledelsen af selskabet.
I 1964 ændrede Jysk Supermarked navn til Dansk Supermarked.
I 1999 trak Salling sig fra direktørposten, men fortsatte som arbejdende bestyrelsesformand frem til sin død.
I sin ledelse af virksomheden gav Salling klare retningslinjer og sikrede en strømlinet organisation – det sikrede effektivitet, men begrænsede samtidig medarbejdernes frihed. Han holdt hver lørdag formiddag møde med sine kædedirektører og øvrige topledere. Salling mente nemlig ikke, at de ledende medarbejdere kunne holde fri, mens butikkernes personale havde travlt med at betjene kunderne.
En del af ejerskabet til Dansk Supermarked har været placeret i en mindefond. Denne har i 1997 og 2002 fået påtaler fra Civilretsdirektoratet for ikke at overholde kravet om uddeling af penge til godgørende formål.

## Ægteskaber og børn
Herman Salling blev gift første gang i 1950 med Lissi Petersen, der døde i barselsseng med parrets barn i 1952. Han blev gift anden gang i 1958 med Sys Julie Brammer, med hvem han fik døtrene Cathrine (død 2004) og Mariann. I 1977 blev han gift med Karin Nielsen (født Karin Gerda Andersen), hvis datter Tina han adopterede.
Han var Ridder af Dannebrog.